# Прехващач (авиация)
Прехващач или изтребител-прехващач е военен самолет, предназначен предимно за унищожаване на вражески изтребители, бомбардировачи и крилати ракети.

Изтребителите-прехващачи могат да бъдат едноместни или двуместни (освен пилота, екипажът включва оператор на бордовите оръжейни системи). Подобренията в оръжията за въздушно нападение водят до създаването на самолети, които могат да унищожават въздушни цели на значително разстояние от отбраняваните обекти при всякакви метеорологични условия, денем или нощем, в диапазона на височини от ниски до стратосферни.
Прехващачите са въоръжени с автоматични оръдия и управляеми авиационни ракети с различни самонасочващи се глави (инфрачервени, радарни и други).

## Модели
Към 2025 г. на въоръжение и в експлоатация са следните модели или техни модернизирани варианти:
- МиГ-31 (СССР, Русия) – от 1976 г.
- Су-27 (СССР, Русия) – от 1976 г.
- F-15 Eagle /Орел/ (McDonnell Douglas – САЩ) – от 1976 г.
- F-16 Fighting Falcon /Боен сокол/ (General Dynamics, САЩ) – от 1978 г.
- Panavia Tornado /Торнадо/ (Великобритания, Германия, Италия) – от 1979 г.
- МиГ-29 (СССР, Русия) – от 1983 г.
- Dassault Mirage 2000 /Мираж 2000/ (Франция) – от 1984 г.
- JAS 39 Gripen /Грифон/ (Швеция) – от 1997 г.
- Mitsubishi F-2 /Мицубиши F-2/ (Япония) – от 2000 г.
- Dassault Rafale /Рафал/ (Франция) – от 2000 г.
- Eurofighter Typhoon /Еврофàйтер Тайфун/ (Европейски съюз) – от 2003 г.
- Chengdu J-10 /Ченьши/ (Китай) – от 2009 г.

В разработка е перспективният авиационен комплекс за далечно прехващане (ПАК ДП) МиГ-41 с тенденция да влезе в експлоатация след 2028 г.

## Сравнителни тактико-технически характеристики
| Изтребител-прехващач     | JAS 39 Gripen                                                                           | Dassault Rafale                                           | МиГ-29                                                           | F-16C Block 50                                                                               | МиГ-31 | Eurofighter Typhoon                                       | J-10                                               |
| ------------------------ | --------------------------------------------------------------------------------------- | --------------------------------------------------------- | ---------------------------------------------------------------- | -------------------------------------------------------------------------------------------- | --- | --------------------------------------------------------- | -------------------------------------------------- |
| Произход                 | Швеция                                                                                  | Франция                                                   | СССР / · Русия                                                   | САЩ                                                                                          | СССР / · Русия | Европа                                                    | Китай                                              |
| Изображение              |                                                                                         |                                                           |                                                                  |                                                                                              | |                                                           |                                                    |
| Двигател                 | 1х Volvo Aero RM12                                                                      | 2х Snecma M88-2                                           | 2х РД-33 Климов                                                  | 1х General Electric F100-PW-129                                                              | 2х РД-30Ф6 Соловьов | 2х Eurojet EJ200                                          | 1х WS-10A Тайхан                                   |
| Тяга на максимал         | 54 kN                                                                                   | 50,04 kN всеки                                            | 53,9 kN всеки                                                    | 79,2 kN                                                                                      | 93 kN всеки | 60 kN всеки                                               | 89,17 kN                                           |
| Тяга на форсаж           | 80 kN                                                                                   | 75,62 kN всеки                                            | 81,4 kN всеки                                                    | 129,4 kN                                                                                     | 152 kN всеки | 90 kN всеки                                               | 129,4 kN                                           |
| Максимална скорост       | 2410 km/h                                                                               | 1900 km/h                                                 | 2445 km/h                                                        | 2145 km/h                                                                                    | 3000 km/h | 2120 km/h                                                 | 2450 km/h                                          |
| Скороподемност           | 254 m/s                                                                                 | 305 m/s                                                   | 330 m/s                                                          | 254 m/s                                                                                      | з – 160 m/s о – 208 m/s м – 254 m/s * | 315 m/s                                                   | 300 m/s                                            |
| Макс. далечина на полета | 2800 km (с доп. рез.)                                                                   | 3700 km                                                   | 2100 km (с доп. рез.)                                            | 3943 km (с доп. рез.)                                                                        | 3300 km (с доп. рез.) | 1390 km (без доп. рез., няма)                             | 3000 km (с доп. рез.)                              |
| Боен радиус              | 800 km                                                                                  | 1093 km                                                   | 700 – 900 km с 2 x R-27s, 4 x R-73s на голяма надморска височина | 550 km                                                                                       | 1450 km (на h = 10 km) | 601 km / 1389 km                                          | 800 km (1200 km с доп. рез.)                       |
| Таван на полета          | 15 240 m                                                                                | 16 800 m                                                  | 18 000 m                                                         | 17 200 m                                                                                     | 22 500 m | 19 800 m                                                  | 20 000 m                                           |
| Дължина                  | 14,1 m                                                                                  | 15,27 m                                                   | 17,37 m                                                          | 15,03 m                                                                                      | 22,69 m | 15,96 m                                                   | 15,5 m                                             |
| Височина                 | 4,5 m                                                                                   | 5,34 m                                                    | 4,73 m                                                           | 5,09 m                                                                                       | 6,456 m | 5,28 m                                                    | 4,78 m                                             |
| Размах на крилете        | 8,4 m                                                                                   | 10,8 m                                                    | 11,4 m                                                           | 9,45 m                                                                                       | 13,46 m | 10,95 m                                                   | 9,7 m                                              |
| Маса празен              | 6620 kg                                                                                 | 9500 kg                                                   | 11 000 kg                                                        | 8273 kg                                                                                      | 21820 kg | 11000 kg                                                  | 9730 kg                                            |
| Нормална излетна маса    | 8720 kg                                                                                 | 14 016 kg                                                 | 16 800 kg                                                        | 12 000 kg                                                                                    | 41 800 kg | 15 550 kg                                                 | 18 500 kg                                          |
| Максимална излетна маса  | 14 000 kg                                                                               | 24 500 kg                                                 | 21 000 kg                                                        | 19 200 kg                                                                                    | 46 750 kg | 23 500 kg                                                 | 19 277 kg                                          |
| Тяговъоръженост          | 0,94                                                                                    | 1,10                                                      | 1,13                                                             | 0,898 – 1,095                                                                                | 0,85 | 1,16                                                      | 0,98                                               |
| Въоръжение – оръдия      | 1х 27 mm оръдие BK-27                                                                   | 1х 30 mm оръдие GIAT 30                                   | 1х 30 mm оръдие ГШ-30-1                                          | 1х 20 mm картечно оръдие на Гатлинг M61 Vulcan                                               | 1х 23 mm оръдие ГШ-6-23 с 260 снаряда | 1х 27 mm оръдие ВК-27                                     | 1х 23 mm оръдие                                    |
| Въоръжение – ракети      | 6х AIM-9 или 6х AIM-120 или 4х Skyflash 4х AGM-65 Maverick или 2х KEPD 350или 2х RBS-15 | до 14 MICA/ R.550 Magic/ въздух-земя/ Exocet/ ядрена ASMP | 6 различни ракети, най-често Р-27 и Р-77                         | до 6 ракети AIM-120B AMRAAM 2х AIM-7 Sparrow до 6 ракети AIM-9 Sidewinder до 6 ракети IRIS-T | въздух-въздух: 4х УР за далечно разстояние Р-33, 2 УР за средно разстояние Р-40Т, 4 УР за близко разстояние Р-60, Р-60М. въздух-повърхност: противорадиолокационни / противокорабни ракети Х-31П (до 160 km) и Х-58; 1х ХЗАБР** 9-С-7760 „Кинжал“ за далечно разстояние над 1000 km с възможност над 2000 km. | До 13 ракети AIM-9/ AIM-132/ AIM-120/ IRIS-T/ въздух-земя | До 11 ракети PL-8/ PL-9/ PL-11/ PL-12/ въздух-земя |
| Въоръжение – бомби       | 4х GBU-12 2х Bombkapsel 90 8х Mk 82                                                     | Paveway                                                   | до 3500 kg (вкл. ракетите)                                       | до 4500 kg ракети въздух-земя, НУРС, управляеми и неуправляеми авиобомби                     | бомби с лазерно насочване с маса 500 kg. Максимален боен товар – 9 t. | Paveway JDAM HOPE/HOSBO                                   | КАБ-500Л и други                                   |

Забележка

* Скороподемност: з – при земята; о – оптимална; м – максимална.

** ХЗАБР – хиперзвукова аеробалистична ракета на МиГ-31К; 

УР – управляема ракета; 

НУРС – неуправляем ракетен снаряд.